# 김나르쿠스
김나르쿠스(Gymnarchus niloticus)는 골설어목에 속하는 전기어류의 일종이다. ‘아바 아바’(aba aba), ‘아프리카칼고기’(African knifefish)로도 불리며,‘김나르쿠스과’(Gymnarchidae)의 유일종이다. 늪 그리고 나일강과 투르카나호, 차드호, 나이저강, 볼타강, 세네갈강, 감비아강 분지의 식생 가장자리 근처에서 배타적으로 발견된다.
짐나르쿠스라고 불리기도 하나 이는 잘못된 명칭이다. 몸길이는 1m가 넘게 자라며, 시력이 나쁜 대신 생체전기를 방전할 수 있다.
미소 짓는 듯한 귀여운 외모로 관상어로 길러지기도 한다. 하지만 보기와는 달리 매우 공격적이라 타 어종과 합사는 부적합하다.